# Château de Juvigny-sur-Seulles
Le château de Juvigny-sur-Seulles est un édifice du XVIIIe siècle situé à Juvigny-sur-Seulles, en France.

## Localisation
Le monument est situé dans le département français du Calvados, sur le territoire de Juvigny-sur-Seulles, à 350 m au sud de l'église Saint-Clément.

## Architecture
Le château est inscrit au titre des monuments historiques depuis le 6 janvier 1930, le parc du château avec l'ensemble de ses aménagements hydrauliques et l'obélisque, ainsi que l'allée d'accès sont inscrits depuis le 9 juin 2008.